# 花形まきこ
花形 まきこ（はながた まきこ、3月15日 - ）は、株式会社BALIO TOTAL FACILITATEの代表取締役、NPO法人日本カラーアートセラピー協会会長。カラーセラピスト、心理カウンセラー。

## 人物・略歴
- フェリス女学院大学卒業。
- 「色」や「光」をツールとして、心と身体の両面からのアプローチと、ライフスタイル・ファッションに生かした、ボディマッサージやネイルアート・パワーストーンアクセサリーの提案。
- カラーセラピーとカクテルとコラボレーションさせた「カクテルカラピー」のイベント開催。
- アーティストとの連携によりカラーセラピーとアートセラピーのコラボレーションセラピー「cara-fureカラフレ」をオリジナル開発。
- ハートをテーマに個々の心のカラーバランスを成分分析して「ありのままの自分発見』をアプローチ。
- 2008年に本社を新宿区市ヶ谷に移し、「株式会社BALIO TOTAL FACILITATE』設立。
- イベント、企業研修・セミナー・講演など幅広く活躍。

### 主な資格
- 英国オーラソーマ社認定プラクティショナー・プレゼンター
- カナダ・ルマライトクロモセラピスト・ティーチャー
- 内閣府設立認証NPO法人日本カウンセリング普及協会会員、同協会認定専属心理カウンセラー、同カウンセラー養成学院講師

### 企業とのコラボレーション
- 上島珈琲　缶コーヒー「BLACK」シリーズの新ボトルカラー監修
- 明治製菓　「THE チョコレート」 パッケージ8種　「8色の色の持つ意味、キーワード」監修
- カゴメ　「朝ベジ」　「朝一番で色鮮やかなものをみることで一日のエネルギーになる！」心理的な側面から”朝ベジ”の意味・効能について監修。
- ワコール　「お仕事女子の美足研究部」　 魅惑のモテ足の作り方～心理編～監修
- スルガ銀行　支店親子向けカラーアートセラピーセミナー　 「色と絵で子供の心を育てる」
- ヤクルト　ヤクルトレディ向け研修
- オムロン　 社員研修
- 生活協同組合　東都生協セミナーストレス セミナーストレス対処 カラーアートセラピー講座
- マリエン薬局 　こころのケア冊子コラム

### 主なイベント
- 旅フェスタ広島（2009年7月）
- ドッグカフェにてペットセラピーイベント
- 渋谷東急本店「スタイリッシュ・ハンドメイド・コレクション」
- ホリスティック・エンカウンターグループ研修セミナー
- カラーとアートのビューティーセミナー
- 恋愛運？金運？あなたをUPさせるカラー分析相談
- パーソナル・カラー成分分析
- アーユルヴェーダ式～ココロもカラダもキレイ講座
- カラーとアートの手話交流会
- カクテルカラピー
- 東日本大震災パネルディスカッション（2011年4月）
- 宮城県石巻市立桃生中学校へ職業講話・キャリアセミナー
- 第27回神奈川県手話フェスティバル

### 執筆活動
- 「カラーハート・セラピー」（主婦の友社）

### 雑誌
- 「からだにいいこと」（2009年2月）
- 「モテル！オトコの髪型」(2009年3月）
- 「SEVENTEEN」（2009年4月）
- 「月刊セラピスト」（2009年7月）

#### 主なメディア出演
- 「ありさのあした」(STARdigio 400ch)
- 「フランキンのノアノアな風をうけて」(FM熱海・湯河原)
- 復興支援スマイルプロジェクト｢笑顔の花を咲かせよう｣

#### その他
- 復興支援チャリティペンダント開発・販売「Ganbaro Love」※ジュエリーデザイナー芥川柚実子氏協力のもとハートに手話の世界共通ハンドサイン「Love」をデザイン